# Използване на сметищен газ
Изграждането на газов кладенец може да бъде направено по време на натрупването на отпадъците или след затваряне на сметището. В първия случай те се използват за осъществяване на изисквания според закона ежемесечен мониторинг на отделените газове и обикновено са недостатъчни на брой за оптимално улавяне на количеството отделен газ. Основната част на системата за събиране и оползотворяване на сметищния газ се изгражда на финалния стадий непосредствено преди запечатване на сметището, когато се пробиват допълнително сонди и се изгражда колектор от напречни свързващи тръби.
Видове кладенци:
- вертикални – перфорирани тръби са поставени във вертикални сондажи и са заобиколени от груб инертен материал;
- хоризонтални – перфорирани тръби са поставени в хоризонтални канали и по същия начин са заобиколени от груб инертен материал;
- хибридни – вертикални и хоризонтални кладенци;
- габиони – това са широки изкопи, запълнени с инертен материал. В тях също се поставят перфорирани пластмасови тръби. Те се изграждат по време на натрупване на отпадъците.

Обикновено газовите кладенци достигат до 2 – 3 м над дъното, а тръбите са от високо- или средно плътен полиетилен или полипропилен. Диаметърът на кладенците е между 500 и 800 мм, когато се изграждат в процеса на полагане на отпадъците, 250 и 300 мм, когато допълнително се пробиват сонди. Перфорираните тръби са с минимален диаметър 100 мм, отворите трябва да съставляват минимум 17% от повърхността с ширина на отворите 35 мм и те да са хоризонтални, тъй като по този начин се намалява два пъти вероятността от сплескване на тръбата. Големината на инертния материал трябва да бъде 4 – 6 пъти по-голям от отворите (12 – 30 мм) и да няма остри камъни.
Когато се налага допълнително изграждане на кладенци най-често се използват шпекови сонди за пробиване на тялото на сметището, но може да се използват и други сондажни технологии. Особеност в случая е сравнително големия диаметър на отвора, който се изисква.
Съществува дебат относно оптималното разположение на кладенците. Аргумента за 20-метрово междуцентрово разстояние намалява натиска на заобикалящия пълнеж и вероятността от попадане на кислород. Аргумента на 50-метрото междуцентрово разстояние е, че минимизира цената, и предполага, че газът ще намери път до кладенец, ако системата е подходящо проектирана. Съществуват и други технологии като различна плътност на мрежата от кладенци в средата и в периферията на тялото, които могат да бъдат оценени допълнително.